# Archäologisches Museum Neu-Ulm
Das Archäologische Museum Neu-Ulm war ein archäologisches Museum in Neu-Ulm in Bayern. Das Museum war ein Zweigmuseum der Archäologischen Staatssammlung in München und zugleich das größte Museum im Landkreis Neu-Ulm.
Das Museum wurde 1994 in einem eigens von der Stadt Neu-Ulm errichteten Neubau, am Petrusplatz, eröffnet. Getragen wurde das Museum überwiegend von der Archäologischen Staatssammlung, welche auch die wissenschaftliche Betreuung der Ausstellungsstücke trug. Die Sammlung setzte sich aus Beständen des ehemaligen Heimatmuseums Neu-Ulm, archäologischen Funden der Kreisarchäologie sowie aus dem Bestand der Prähistorischen Staatssammlung zusammen. Schwerpunkt der Ausstellung war der Mensch und seine Umwelt in von der Altsteinzeit bis in das Frühmittelalter in der Region Oberschwaben, mit besonderem Augenmerk auf die Darstellung prähistorischer Materialien und Technologien aus den Bereichen Stein-, Holz-, Bein-, Metall-, Keramik- und Glasbearbeitung. Naturgetreue, zum Teil lebensgroße Rekonstruktionen, Modelle und Figuren ergänzten die zahlreich ausgestellten archäologischen Funde. Einer der Hauptanziehungspunkte des Museums war die Rekonstruktion des hallstattzeitlichen Fürstengrabes von Vöhringen-Illerberg mit wertvollen Grabbeigaben.
Ergänzt wurde das Archäologische Museum in Neu-Ulm durch das auf der gegenüberliegenden Seite der Donau in Ulm gelegene Ulmer Museum, das bedeutende archäologische Funde aus dem Baden-Württembergischen Gebiet um Ulm zeigte.
Das Museum wurde 2008 aufgelöst. Dies fügt sich ein, in eine Reihe von Museumsschließungen in Bayern, mit der man „unrentable“ Einrichtungen abwickelte. Derzeit wird nach einem neuen Standort gesucht. An seiner Stelle befindet sich jetzt das Kindermuseum des Edwin Scharff Museums.